# Danzen! Futari wa Pretty Cure
DANZEN! Futari wa Pretty Cure (ＤＡＮＺＥＮ！ふたりはプリキュア?, DANZEN! Futari wa Purikyua) è un singolo della cantante giapponese Mayumi Gojō, pubblicato il 24 marzo 2004 dalla Marvelous Entertainment.

## Descrizione
I brani presenti nel CD singolo, DANZEN! Futari wa Pretty Cure e Get You! Love Love?!, sono stati utilizzati rispettivamente come sigla di apertura e sigla di chiusura della prima serie televisiva anime del franchise di Pretty Cure, Futari wa Pretty Cure. Inoltre, essi sono inclusi in quasi tutti gli album contenenti la colonna sonora della serie.

## Tracce
1. DANZEN! Futari wa Pretty Cure (ＤＡＮＺＥＮ！ふたりはプリキュア?) – 3:35 (testo: Kumiko Aoki – musica: Yasuo Kosugi)
2. Get You! Love Love?! (ゲッチュウ！らぶらぶぅ？！?) – 3:39 (testo: Kumiko Aoki – musica: Yasuo Kosugi)
3. DANZEN! Futari wa Pretty Cure (Instrumental) – 3:35
4. Get You! Love Love?! (Instrumental) – 3:36

## Altre versioni
Entrambi i pezzi sono stati re-interpretati da altre cantanti come tracce bonus nei vari album del franchise di Pretty Cure, tra le quali Yuka Uchiyae per quello d'apertura e Kanako Miyamoto per quella di chiusura. Anche le doppiatrici originali delle protagoniste, Yōko Honna per Nagisa Misumi / Cure Black e Yukana per Honoka Yukishiro / Cure White, hanno cantato i brani nelle vesti dei loro personaggi.
Nel 2005, per la sigla di apertura della seconda serie, Futari wa Pretty Cure Max Heart, è stata realizzata una versione con un arrangiamento diverso dello stesso brano, dal titolo DANZEN! Futari wa Pretty Cure (Ver. Max Heart) (ＤＡＮＺＥＮ！ふたりはプリキュア （Ｖｅｒ．ＭａｘＨｅａｒｔ）?). Nel 2018, in occasione dell'uscita al cinema del film Eiga HUGtto! Pretty Cure Futari wa Pretty Cure - All Stars Memories che celebra il 15º anniversario del franchise, la sigla finale è un remix intitolato DANZEN! Futari wa Pretty Cure ~Yuiitsu muni no hikari-tachi~ (ＤＡＮＺＥＮ！ふたりはプリキュア ～唯一無二の光たち～?) e sempre cantato da Mayumi Gojō.
Nell'edizione italiana della serie, le sigle di apertura e di chiusura seguono lo stesso arrangiamento di quelle giapponesi e sono eseguite da Giorgia Alissandri per Rai Trade con testi di Bruno Tibaldi; prendono rispettivamente i titoli di Pretty Cure e Ciao Nagisa e Honoka. Anche per la sigla di testa della seconda serie è stato tradotto solo il testo della versione riarrangiata. Tali versioni e le relative basi musicali sono state inserite nella compilation Digimon & Co prodotta dall'associazione TV-Pedia nel febbraio 2015.
Allo stesso modo, per gli adattamenti in spagnolo, tedesco, coreano, taiwanese, hong-kongese, indonesiano, messicano e cileno di Futari wa Pretty Cure sono state utilizzate come sigle la base musicale con il testo nella lingua locale. Per l'edizione statunitense, invece, sono state sostituite da una nuova canzone differente Together We Are Pretty Cure, uguale sia in testa che in coda.

## Successo commerciale
Nel 2004, alla nona edizione dei Kobe Animation Awards, la sigla d'apertura DANZEN! Futari wa Pretty Cure ha vinto il premio come miglior canzone.

## Classifiche
| Classifica (2004) | Posizione massima |
| ----------------- | ----------------- |
| Giappone (Oricon) | 29                |